# 哈克斯艾蘭鎮區 (北卡羅萊納州加特利縣)
哈克斯艾蘭鎮區（英語：Harkers Island Township）是一個位於美國北卡羅萊納州加特利縣的鎮區。

## 人口
根據2020年美國人口普查的數據，哈克斯艾蘭鎮區的面積為29.52平方千米，皆為陸地。當地共有人口1080人，而人口密度為每平方千米37人。